# Hogna sternalis
Hogna sternalis là một loài nhện trong họ Lycosidae.
Loài này thuộc chi Hogna. Hogna sternalis được Philip Bertkau miêu tả năm 1880.